# Finger Lakes
De Finger Lakes (Vingermeren) is de groepsnaam voor een elftal meren in het noorden van de Amerikaanse staat New York.
De meren zijn langwerpig en zijn noord-zuid gesitueerd. De ligging van de meren deed de makers van kaarten denken aan de vingers van een hand, vandaar de naam. De meren zijn gevormd door gletsjers tijdens de ijstijd.
Het gebied rondom de meren staat bekend als wijnstreek.

## Otisco Lake
Otisco Lake is het meest oostelijk gelegen meer van de Finger Lakes. Het ligt ten zuidwesten van de stad Syracuse bij het plaatsje Otisco. De naam van het meer en de naam van het plaatsje stammen uit de taal van de Iroquois en zou kunnen betekenen: bitternootboom (bitternut hickory, Carya cordiformis). Lake Otisco heeft een maximale lengte van 9,8 km en is op het breedste punt zo'n 1,6 km breed. Op het diepste punt is het meer 18 m diep.

## Skaneateles Lake
Skaneateles Lake ligt ten westen van Lake Otisco bij het plaatsje Skaneateles. De naam van het meer en de naam van het plaatsje stammen uit de taal van de Iroquois en betekent "lang meer". Skaneateles Lake heeft een maximale lengte van 25,8 km en is op het breedste punt zo'n 2,4 km breed. Op het diepste punt is het meer 96 m diep.

## Owasco Lake
Owasco Lake ligt ten westen van Skaneateles Lake bij het plaatsje Auburn. De naam van het meer stamt uit de taal van de Iroquois en de Mohawk en betekent "doorwading". Owasco Lake heeft een maximale lengte van 17 km en is op het breedste punt zo'n 1,6 km breed. Op het diepste punt is het meer 54 m diep.

## Cayuga Lake
Cayuga Lake is het langste meer van de Finger Lakes en ligt ten westen van Owasco Lake bij de plaats Ithaca. De Cornell-universiteit is aan het zuidelijke punt van het meer gevestigd. Cayuga Lake heeft een maximale lengte van 61,4 km en is op het breedste punt zo'n 5,6 km breed. Op het diepste punt is het meer 132 m diep.

## Seneca Lake
Seneca Lake ligt ten westen van Cayuga Lake bij de plaatsen Watkins Glen en Geneva. De naam van het meer is afgeleid van het Seneca-volk, een van de zes Iroquois-naties. Seneca Lake heeft een maximale lengte van 60 km. Op het diepste punt is het meer 188 m diep.

## Keuka Lake
Keuka Lake is een Y-vormig meer en ligt ten westen van Seneca Lake bij de plaatsen Penn Yan en Hammondsport. De naam van het meer stamt uit de taal van de Iroquois en betekent "kano-landingsplaats". Keuka Lake heeft een maximale lengte van 32 km en is op het breedste punt zo'n 3 km breed. Op het diepste punt is het meer 31 m diep.

## Canandaigua Lake
Canandaigua Lake ligt ten westen van Keuka Lake bij de plaatsen Canandaigua en Naples. De naam van het meer stamt uit de taal van de Iroquois en betekent "gekozen plaats". Canandaigua Lake heeft een maximale lengte van 25 km en is op het breedste punt zo'n 2,4 km breed. Op het diepste punt is het meer 84 m diep.

## Honeoye Lake
Honeoye Lake is een van de kleinere Finger Lakes en ligt ten westen van Canandaigua Lake bij de plaatsen Richmond en Canadice.

## Canadice Lake
Canadice Lake is een van de kleinere Finger Lakes en ligt ten westen van Honeoye Lake bij de plaats Canadice. Op het diepste punt van is het meer 29 m diep. Het meer vormt een van de waterbronnen voor de stad Rochester.

## Hemlock Lake
Hemlock Lake is een van de kleinere Finger Lakes en ligt ten westen van Canadice Lake, ten zuiden van de plaats Rochester. Het meer vormt de waterbron voor de stad Rochester. Hemlock Lake heeft een maximale lengte van 12 km en is op het breedste punt zo'n 1 km breed. Op het diepste punt is het meer 14 m diep. Net als Canadice Lake vormt Hemlock Lake een van de waterbronnen voor de stad Rochester.

## Conesus Lake
Conesus Lake is een van de kleinere Finger Lakes en ligt ten westen van Hemlock, ten zuiden van de plaats Rochester. Conus Lake heeft een maximale lengte van 13 km en is op het diepste punt 20 m diep.